# Дзержинский троллейбус (Украина)
Дзержинский троллейбус — закрытая система троллейбусного движения в украинском городе Дзержинск (ныне Торецк), действовавшая с 26 апреля 1985 года по 15 мая 2007 года. К моменту закрытия имелся 1 маршрут, 36,6 км сети и 4 машины.

## История
Движение троллейбусов открылось 26 апреля 1985 года по маршруту № 1 «просп. Свердлова (Шахта „Валюга“) — Шахта им. Артема». Данный маршрут объединил между собой города Дзержинск (с 2016 года — Торецк), Артёмово (Зализное), пгт Кирово (Пивничное) и Ленинское (Пивденное). Данный маршрут являлся кольцевым и его протяжённость составляла 23 км.
В феврале 1986 года была построена линия до шахты «Торецкая» и открыто ещё два маршрута: № 2 (просп. Свердлова — Шахта «Торецкая») и № 3 (Шахта «Торецкая» — Автовокзал).

### Маршруты в 1986—2004 годах
- 1 Просп. Свердлова — Шахта имени Артёма (г. Артёмово)
- 2 Просп. Свердлова — Шахта «Торецкая»
- 3 Шахта «Торецкая» — Автовокзал

В середине 1990-х годов велось строительство линии по ул. Фрунзе (ныне Рудничная), Октябрьской (ныне Светлая) и Ленина (ныне Историческая) в западном направлении в сторону пгт Щербиновка, которое в скором времени было прекращено.
В 2004 году, из-за уменьшения пассажиропотока в направлении шахты «Торецкая» маршрут № 3 стал заезжать на ул. Свердлова (ныне Шахтёров), работая на три конечные (ул. Свердлова — Автовокзал — шахта «Торецкая»), а маршрут № 2 был отменён. Движение по маршруту № 3 выполнялось в основном в выходные дни, на линию выходил 1 троллейбус. На маршрут № 1 официально выпускалось до 3 троллейбусов, но в основном работало 1-2. Кроме того, троллейбусы по маршруту № 1 иногда не доезжали до шахты им. Артема, разворачиваясь на кольце автовокзала (на тот момент ликвидированного, поэтому конечную переименовали в «Микрорайон»).
Ориентировочно, с конца 2006 года движение выполнялось по единственному маршруту № 1 (ул. Свердлова — Микрорайон) с выпуском 1-2 троллейбуса. При этом в депо было минимум 5 исправных машин. Ещё в апреле 2007 года троллейбусы почти не выходили на линию, чем можно считать, что именно в апреле движение троллейбусов было закрыто (по данным Донецкой региональной техинспекции).

### Маршрут на 1 января 2007 года
- 1 Просп. Свердлова (ныне Шахтёров) — Микрорайон

## Троллейбус города Артёмова
Существовал в городе Артёмове (с 2016 года — Зализное), как часть сети троллейбусного управления города Дзержинска с 26 апреля 1985 года до конца 2006 года. Имелся маршрут № 1 «Просп. Свердлова — Шахта имени Артёма».

## Подвижной состав
Ранее эксплуатировались следующие типы машин:
- ЗиУ-9 (37 машин) в 1984—2007
- ЮМЗ-Т1 (1 машина) в 1994—2007
- ЮМЗ-Т2 (2 машины) в 1994—2007

| №   | Модель         | Зав. № | Постр. | Списан |
| --- | -------------- | ------ | ------ | ------ |
| 022 | ЗиУ-682В       |        | 1984   | 2004   |
| 025 | ЗиУ-682В       | 24816  | 1985   | 2007   |
| 030 | ЮМЗ-Т1         | 263    | 1994   | 2007   |
| 032 | ЗиУ-682В       | 24872  | 1985   | 2007   |
| 033 | ЗиУ-682В [В00] |        | 1985   | 2007   |
| 036 | ЗиУ-682В [В00] | 25391  | 1985   | 2007   |
| 039 | ЗиУ-682В [В00] |        | 1985   | 2007   |
| 040 | ЗиУ-682В [В00] | 28787  | 1986   | 2007   |
| 041 | ЗиУ-682В [В00] | 28857  | 1986   | 2007   |
| 042 | ЗиУ-682В [В00] | 28778  | 1986   | 2007   |
| 046 | ЗиУ-682В [В00] | 33452  | 1987   | 2007   |
| 048 | ЮМЗ-Т2         | 44     | 1994   | 2007   |
| 049 | ЮМЗ-Т2         | 160    | 1998   | 2007   |